# Leucophenga dudai
Leucophenga dudai är en tvåvingeart som beskrevs av Bachli 1971. Leucophenga dudai ingår i släktet Leucophenga och familjen daggflugor. Inga underarter finns listade i Catalogue of Life.